# My Time At Portia
My Time At Portia (auf Deutsch etwa Meine Zeit in Portia) ist ein Computerspiel des US-amerikanisch-chinesischen Entwicklerstudios Pathea Games. Das Spiel, das Elemente von Rollenspiel, Aufbauspiel und Lebenssimulation vereinigt, wurde im Januar 2019 vom britischen Publisher Team17 veröffentlicht.

## Handlung
Der Spieler übernimmt die Rolle eines jungen Mannes oder einer jungen Frau, der oder die per Boot in der ihm fremden Küstenstadt Portia ankommt. Portia ist ein Stadtstaat an der Küste des Westlichen Ozeans, dessen Gestaltung Fantasy-Elemente, mittelalterliches Zünftewesen und moderne Technik zu einem dem Steampunk-Genre ähnlichen Ganzen verbindet. Die Stadt gehört dem Stadtstaatenbund „Alliance of Free Cities“ an. Dem Spieler wurden von seinem verschollenen Vater ein kleines Haus etwas außerhalb der Stadt sowie einige Gerätschaften zur Herstellung von Handwerkswaren übereignet. Er lebt sich in Portia ein und versucht, durch Handel und das Ausüben von Handwerksberufen zu Geld zu kommen. Im Laufe des Spiels zeigt sich, dass My Time At Portia in einer postapokalyptischen Zeit ca. 300 Jahre nach einer nicht näher definierten Katastrophe spielt, was sich durch Ruinen einer technisch höher stehenden Vergangenheit manifestiert. Zwei Fraktionen in Portia, zwischen denen sich der Spieler entscheiden muss, gehen unterschiedlich mit dem Erbe der unbekannten Vorväter um: Während Wissenschaftler die Ruinen erforschen und die in ihnen verborgene alte Technologie zum Wohle der Menschen nutzbar machen wollen, wollen Angehörige der Kirche „Church of Light“ (auf Deutsch etwa Kirche des Lichts) alle Spuren der alten Zivilisation tilgen, um eine erneute Katastrophe zu verhindern. Am Ende des Spiels taucht der Vater des Spielers für eine Aussprache mit seinem Kind in Portia auf.

## Spielprinzip und Technik
My Time At Portia spielt in einer offenen Welt, das heißt, ein großer Teil der Spielwelt steht dem Spieler bereits zu Beginn offen und kann von diesem erkundet werden. Die dreidimensionale, in einem bunten Comic-Look gehaltene Umgebung wird aus der Third-Person-Perspektive dargestellt; die imaginäre Kamera ist hinter der Spielfigur positioniert und folgt deren Bewegungen. Der Spieler kann sich mit Hilfe der Tastatur oder des Gamepads frei durch Umgebung bewegen. Über die Spielwelt verteilt findet er Handwerksmaterialien, die aufgesammelt oder abgebaut werden können. Die Materialien können zu Gegenständen kombiniert werden, zum Teil auch zu Geräten, die wiederum die Herstellung neuer Gegenstände ermöglichen. Der Spieler kann weiterhin einen Bauernhof bewirtschaften und dort Ackerbau und Viehzucht betreiben. In der Stadt kann er seine hergestellten oder angebauten Waren zu Geld machen und dieses in den weiteren Ausbau seiner Geschäfte investieren. Einen wichtigen Anteil am täglichen Lebens des Spielers in Portia hat der soziale Aspekt: Die Spielfigur lernt die Bewohner der Stadt kennen, erfährt Details über ihre Leben und die Verbindungen zu anderen Bewohnern und erledigt Aufgaben für sie; entwickelt sich das Verhältnis der Spielfigur zu einer anderen Person dabei sehr positiv, kann mit ihr eine Familie gegründet werden. Durch das Ausführen von Aufträgen für den Bürgermeister der Stadt verändert der Spieler die Spielwelt selbst, indem er ihre die Infrastruktur weiterentwickelt. Der Rollenspielanteil von My Time At Portia manifestiert sich auch in Kämpfen, die der Spieler in verschiedenen Dungeons gegen Computergegner bestehen muss.
Technisch basiert My Time At Portia auf der Unity-Engine.

## Produktionsnotizen
Die Produktion von My Time At Portia begann 2016. Das Spiel wurde zum allergrößten Teil vom chinesischen Zweig des Entwicklerstudios Pathea Games in Chongqing entwickelt. Der leitende Designer Zhi Xu hatte zuvor bereits das 2016 erschienene Open-World-Rollenspiel Planet Explorers verantwortet. Die Mitarbeiter des Zweigs im US-amerikanischen Memphis waren lediglich an der Erstellung des Skripts beteiligt. Im Juni 2017 veröffentlichte Pathea Games eine frühe („Alpha“-) Version des Spiels zum kostenlosen Herunterladen auf der Distributionsplattform Steam. Im September 2017 startete Pathea Games eine Crowdfunding-Kampagne auf der Plattform Kickstarter, um zusätzliches Geld für die Finanzierung des Spiels einzunehmen. Die vierwöchige Kampagne sollte 100.000 US-Dollar einspielen und hatte Erfolg; am Ende brachten Unterstützer fast 150.000 US-Dollar für die Produktion des Spiels auf. Eine Veröffentlichung wurde dabei für Januar 2018 avisiert. Noch während der Kampagne fand sich mit dem britischen Entwicklerstudio und Publisher Team17 ein Vertriebspartner.
Statt sich für das Engagement der Sprecher für die Sprachaufnahmen einer darauf spezialisierten Agentur zu bedienen, organisierte Pathea die Sprachaufnahmen über das Internet selbst. In der Folge kam es zu Beschwerden mehrerer Sprecher, die mangelhafte Kommunikation und ausbleibende Bezahlung seitens des Studios beklagten.
Im Januar 2018 veröffentlichte der Publisher Team17 im Rahmen des Early-Access-Programms der Distributionsplattform Steam eine noch unfertige, aber bereits kostenpflichtige Version des Spiels. Dadurch generierte das Spiel bereits während des noch laufenden Produktionsprozesses Einnahmen, während Spielerfeedback in den Prozess einfloss. Im Januar 2019, ein Jahr nach dem Start des Early-Access-Programms, erfolgte die offizielle Veröffentlichung des Spiels, zunächst nur für PCs mit dem Betriebssystem Windows über Steam. Versionen für Nintendo Switch, PlayStation 4 und Xbox One folgten im April 2019.

## Rezeption
My Time At Portia erhielt gemischte bis eher positive Bewertungen. Die Rezensionsdatenbank Metacritic aggregiert 25 Rezensionen zu einem Mittelwert von 72. Das deutsche Spielemagazin GameStar zog Vergleiche zum 2016 veröffentlichten Spiel Stardew Valley. Rezensentin Elena Schulz stellte heraus, dass die Haupthandlung wendungsarm und kindgerecht inszeniert sei, das Bau- und Wirtschaftssystem hingegen komplex und vielfältig. Das Magazin kritisierte repetitive Sammelaufgaben und mangelhaft übersetzte deutsche Untertitel. In Summe sei das Spiel zwar für geübte Spieler anspruchslos, biete aber einen „angenehmen, fast schon meditativen Spielfluss (...) für ein paar gemütliche Abendstunden“, und das wegen seines Umfangs für einen längeren Zeitraum. Das deutschsprachige Onlinemagazin 4Players zog ebenfalls Vergleiche zu Stardew Valley sowie zu Harvest Moon, zeigte aber auf, dass My Time At Portia seinen Fokus weniger auf repetitive Feldarbeit, sondern mehr auf Bauen und Erkunden lege. 4Players lobte eine lebendige und glaubwürdige Spielwelt, kritisierte aber eine stellenweise komplizierte Steuerung und ein anspruchsloses Kampfsystem. Es notierte in Summe eine „herrlich relaxte Abenteuer-Stimmung“. Die britische Tageszeitung The Guardian hob den Konflikt zwischen den Wissenschaftlern und der Kirche in Portia als für den Spieler interessant hervor und lobte den Grafikstil des Spiels als „wunderschöne Welt voller anmutiger Farben und kühner Pinselstriche“, sah aber Defizite im Skript, da sich die Handlung nur sehr langsam entwickle und darüber hinaus durch lange Wartezeiten bei der Produktanfertigung ausgebremst werde. Die Zeitung analysierte, dass My Time At Portia das Spielprinzip von Lebenssimulationen in mancherlei Hinsicht perfektioniere. So habe die Aufwertung des eigenen Hauses nicht nur dekorativen Charakter, sondern wirke sich aufs Spielgeschehen aus, das Inventarmanagement könne vergleichbaren Spielen als gutes Beispiel dienen, und die Beziehungen des Spielers zu einer Person beeinflusse auch die Beziehungen zu deren sozialem Netzwerk. Viele dieser Mechanismen müsse der Spieler selbst herausfinden, da sich das Spiel mit einer Anleitung schwer tue.